# Poecilmitis adonis
Poecilmitis adonis är en fjärilsart som beskrevs av Terence Dale Pennington 1962. Poecilmitis adonis ingår i släktet Poecilmitis och familjen juvelvingar. IUCN kategoriserar arten globalt som sårbar. Inga underarter finns listade i Catalogue of Life.